# Nationale Union für Demokratie und Erneuerung
Die Nationale Union für Demokratie und Erneuerung (französisch Union nationale pour la démocratie et le renouveau, abgekürzt UNDR) ist eine politische Partei im Tschad. 
Während der Regierungszeit von Idriss Déby von 1990 bis 2021 war sie eine der größten Parteien der Opposition.
Sie wird von Saleh Kebzabo geführt, der mehrfach als Kandidat bei den Präsidentschaftswahlen antrat und dabei 2016 mit 12,8 Prozent die zweitmeisten Stimmen erhielt.
Bei den bisher letzten Parlamentswahlen von 2010 erhielt die UNDR zehn von 188 Sitzen und war damit die zweitgrößte Partei.
Nach dem Tod von Präsident Déby 2021 und der Machtübernahme durch dessen Sohn Mahamat Idriss Déby Itno trat die UNDR Anfang Mai 2021 in die von Premierminister Albert Pahimi Padacké geführte Übergangsregierung ein.